# Luan He
La Luan He ( (滦河): ) est un cours d'eau de la Chine qui coule dans la province de Hebei immédiatement au nord de Pékin et qui se jette dans le golfe de Bohai. Long de 888 km, son bassin versant, a une superficie de 44 900 km². 

## Cours de la rivière
La Luan He prend sa source à une altitude de 2 129 mètres au nord du mont Bayanguer en Mongolie intérieure. Elle se dirige initialement vers le nord  et pénètre dans la province de Hebei. Son cours prend alors une direction nord-ouest/sud-est. La rivière traverse les xians de Fengning, Chengde, Kuancheng,  Qian’an  et Luan avant de se jeter dans le golfe de Bohai. 

## Bassin versant
Le bassin versant de la Luan He a une superficie de 44 900 km² et est presque entièrement compris dans la province du Hebei. Seul le cours supérieur du fleuve (167 km) se situe dans la province autonome de la Mongolie intérieure 800 km² du bassin versant se trouvent dans cette province. 

## Principaux affluents
La Luan He  comprend les affluents suivants :
- Xiaoluanhe long de 143 km avec un bassin versant de 2 070 km²
- Xinzhouhe long de 112 km avec un bassin versant de  2 070 km²
- Yixunhe  long de 195 km avec un bassin versant de  7 060 km²
- Qinglonghe  long de 222 km avec un bassin versant de  6 500 km²
- Wuliehe long de 96 km avec un bassin versant de  2 200 km²
- Baohe long de 120 km avec un bassin versant de  1 950 km²

## Débit et régime
Les précipitations sont modérées mais réparties de manière irrégulière : en moyenne 564 mm tombent sur le bassin versant et entre 75 et 85% des précipitations  ont lieu entre juin et septembre. Les variations d'une année sur l'autre sont plus importantes que pour la plupart des fleuves de Chine. Le bassin connait des périodes de sécheresse ou au contraire des crues violentes. Le débit moyen à la station de Luanxian (98% du bassin versant) est de 99,1 m³/s. Sur une période de 20 ans (1972-1990), le débit maximal à cette station a atteint un maximum de 9340  m³/s et un minimum de 6,5 m³/s.  

## Occupation humaine
Près de la ville de Chengde, située au nord du bassin, se trouvent de nombreuses constructions royales de la dynastie Qing. La construction la plus célèbre est le palais d'été (Bishu Shanzhuang en chinois) édifié dans une zone montagneuse. Les empereurs de cette dynastie y siégeaient durant l'été. Sa construction, débutée en 1703, s'est achevée en 1790. De nombreux temples ont été également édifiés autour de Chengde à cette époque. Les xians de Luaping et de Weichang situés sur le cours supérieur abondent en édifices royaux.   Les villes de Tangshan et Qinghuangdao sont à la fois d'importants centres d'extraction du charbon et des lieux touristiques. La ville de Tangsham a subi le 28 juillet 1975 un tremblement de terre qui a tué 240 000 personnes et a nécessité sa reconstruction complète. Beidaihe est un centre de villégiature d'été et  Shanhaiguan est le point de départ de la Grande muraille de Chine.

## Aménagements
Quatre grands réservoirs ont été construits sur le bassin versant pour contrôler les crues, irriguer les terres agricoles et fournir de l'énergie électrique. Sur le cours supérieur et moyen le potentiel hydroélectrique est important. Le barrage-réservoir de Taolinkou (capacité de 2,1 milliards de m³) situé sur l'affluent Qinglonghe a la capacité d'irriguer 45 000 hectares de terres agricoles. 
Pour résoudre les problèmes d'alimentation en eau potable de la métropole voisine de Tianjin ainsi que des villes régionales de Qinhuangdao et de Tangshan, trois canaux de dérivation prélèvent une partie des eaux de la rivière. 

### Écologie et environnement
L'agriculture irriguée joue un rôle important sur le bassin versant.